# Мировая революция (Великобритания)
Группа «Мировая революция» (Великобритания) является британской секцией Интернационального коммунистического течения.
Была основана в 1970-х бывшими сторонниками «Солидарности» (либертарно-социалистической организации Великобритании). В 1975 году группа присоединилась к Интернациональному коммунистическому течению, приняв название «Мировая революция». На следующий год к «Мировой революции» примкнула небольшая фракция Коммунистической рабочей организации.
Газета группы тоже называется «Мировая революция».